# Beppe Serafini
Giuseppe Serafini, detto Beppe (Montelupo Fiorentino, 20 ottobre 1915 – Montelupo Fiorentino, 23 giugno 1987), è stato un pittore italiano.

## Biografia
Beppe Serafini nasce nella frazione di Torre nel Comune di Montelupo Fiorentino il 20 ottobre 1915.
Il padre Gino era pescatore in Arno, sua madre Amelia una fiascaia, cioè impagliatrice di fiaschi.
Beppe Serafini esercitò la professione di ceramista e per passione quella di pittore; dipinge fin da ragazzo, forse spinto dalla disperazione per il suo corpo che, in seguito ad una caduta dalla bicicletta mentre si reca a scuola, cresce a dismisura. Da allora resterà per tutti Beppegrasso.
Le misere condizioni della sua famiglia non gli permettono di acquistare i colori e così egli si inventa una sua tecnica pittorica.
Viene scoperto nel 1967 da Antonio Possenti ed inserito nel filone dei naifs.
L'evento più importante della sua attività artistica è senz'altro la prestigiosa mostra a Palazzo Strozzi a Firenze nel 1976.
Milano, Viareggio, Bologna, Francoforte, Siena, Nizza, sono solo alcune delle città che hanno ospitato le mostre delle sue opere.
Nei quadri di Serafini vengono raffigurati sia la povertà vissuta che i mestieri da sempre esercitati nel suo mondo.
 Buoi e colombe, animali in genere, uomini e donne, mani rudi e occhi spalancati, sono permeati da un'atmosfera che esprime tutta la mitezza dell'autore.

## Galleria d'immagini

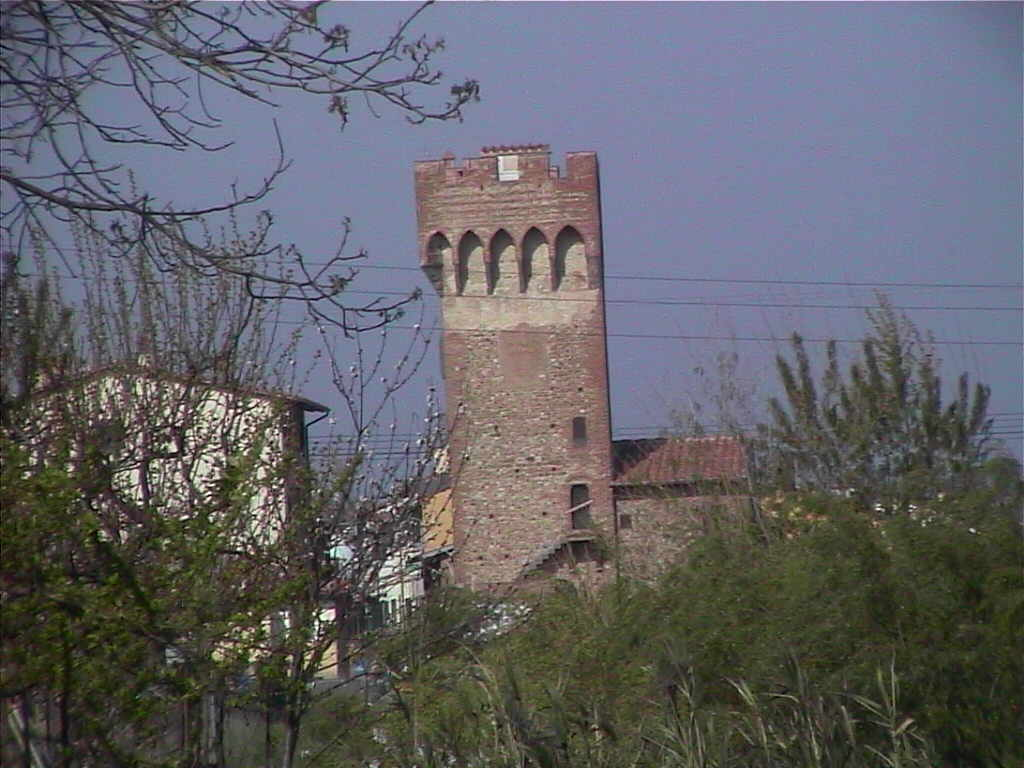
"Montelupo F.no, La Torre" il paese di nascita
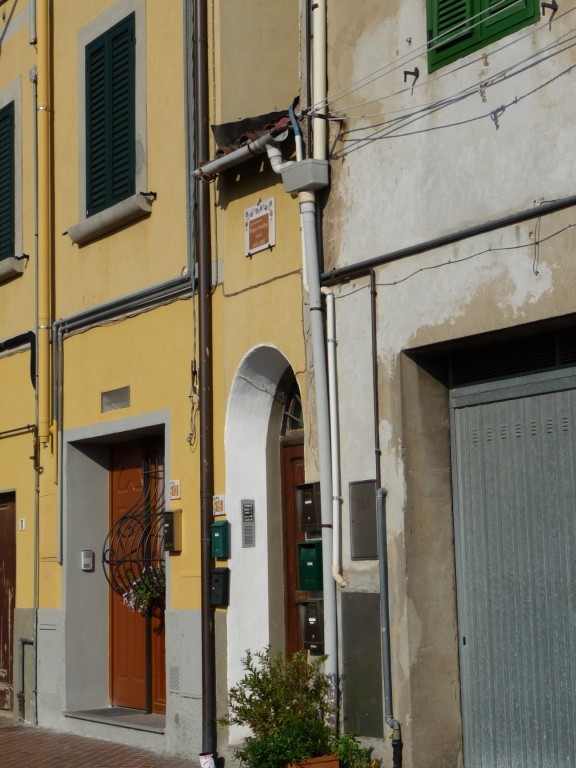
"Montelupo F.no, La Torre" la casa natale
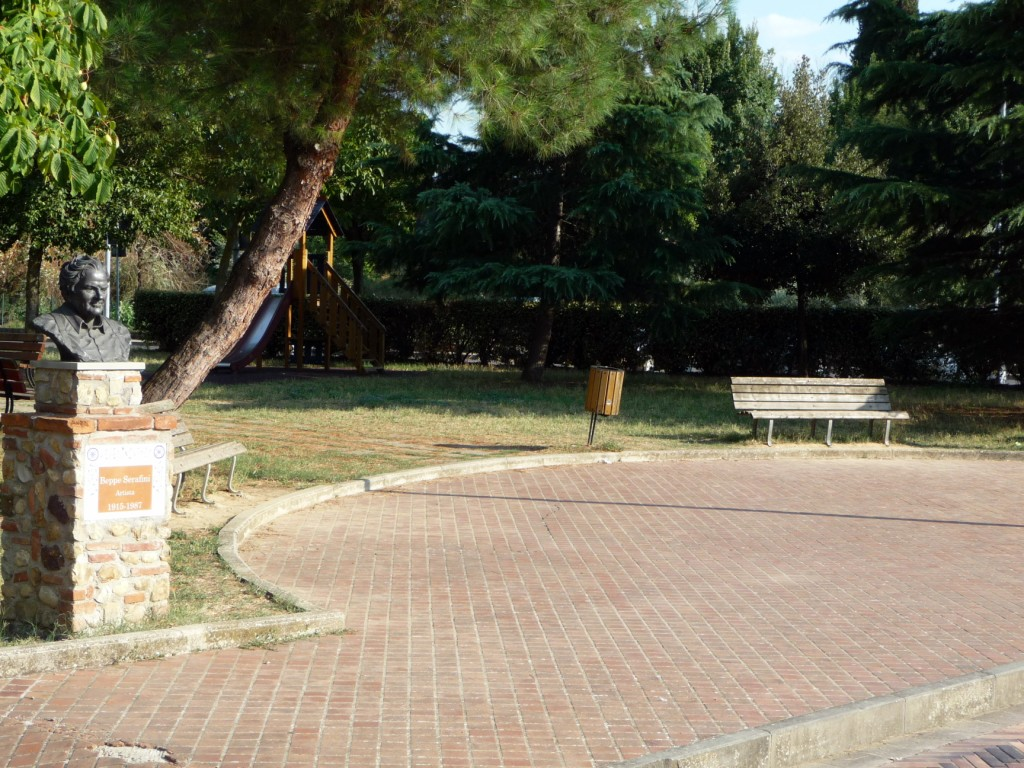
"Montelupo F.no, La Torre" piazza Beppe Serafini